# Александер Колдер
Александер Колдер (енгл. Alexander Calder; Лотон, 22. јул 1898 — Њујорк, 11. новембар 1976) је био амерички вајар чији је опус највећим делом био посвећен кинетичкој уметности.

## Живот и дело
И деда и отац су му били вајари. Почео је као самоук сликајући пејзаже. Студирао је технику у Хобокену, Њу Џерзи и Њујорку. До 1926. приватно је студирао сликарство и радио као инжењер. Те године настају његове скулптуре од дрвета, а 1927. прве покретне играчке. Године 1928. ствара прве покретне жичане конструкције. Године 1931. први пут борави у Паризу. Тамо упознаје савремене француске уметнике као што су Пит Мондријан и Фернан Леже. Постаје члан групе „Апстракција-креација’’. Његови први мобили (механички покретане скулптуре) се појављују 1932. Од 1933. живи наизменично у Француској и у САД и тада се појављују његови први велики „мобили“ за екстеријере.
Спада у главне представнике кинетичке уметности.